# Синитово
Синитово, срещано и с неправилното изписване Синитево, е село в Южна България, област Пазарджик, община Пазарджик.

## География
Намира се в Горнотракийската низина в непосредствена близост до т.нар. Бесапарски ридове - хълмове в подстъпите на Родопите. Разположено е на десния бряг на река Марица и отстои на около 6 км от съседния град Пазарджик и на около 30 км от Пловдив.

## История
Селото възниква през ХVІ – ХVІІ век. През Възраждането е чифлигарско село. Бег на селото е бил Хаджи Ибрямоглу, който имал чифлик и в Чангърлий (дн. Звъничево).
След Oсвобождението в селото остава само българско население и земята става собственост на местните българи.
През 1884 година е построена черквата в селото, която е посветена на свети Георги Победоносец. По случай 130-тата годишнина на храма е издадена книга за историята на черквата.

## Личности
Родени
- Атанас Димитров - Бабата (1875-1905), български революционер
- Георги Спасов (1943-2001), български поет, писател, журналист и политик. Неговият роман „Село на баир“, както и повестите му „Прозорците на небето“ и „Краят на Белия лебед“ описват „величието, славата и подвизите, радостите, страданията и патилата на красното село Бесапара“.
- Петко Петков (1946-2020) - български футболист, клубна легенда на „Берое“